# Alpaida sandrei
Alpaida sandrei este o specie de păianjeni din genul Alpaida, familia Araneidae. A fost descrisă pentru prima dată de Simon, 1895. Conform Catalogue of Life specia Alpaida sandrei nu are subspecii cunoscute.